# Гутьеррес, Ракель
Ракель Гутьеррес Агилар (исп. Raquel Gutiérrez Aguilar; род. 1962, Мексика) — мексиканская учёная-математик, философ, социолог и активист. Она является профессором социологии и исследователем Института социальных и гуманитарных наук Бенемеритского автономного университета Пуэблы, специализируясь на движениях коренных народов в Латинской Америке, их сопротивлении и социальных преобразованиях.
В 1980-х годах она со своим коллегой, товарищем и мужем Альваро Гарсиа Линерой отправилась в Боливию, где они присоединились к катаристскому повстанческому движению общин аймара и кечуа, связанному с профсоюзными движениями. Они участвовали в создании Партизанской армии имени Тупака Катари (EGTK) — леворадикальной военно-политической организации, в основном из числа народа аймара, действовавшей в горной местности Боливии в 1986—1992 годах.

## Биография
Дочь мексиканского врача. Начала работать преподавательницей английского языка и математики во время изучения математики в начале 1980-х годов на факультете естественных наук Национального автономного университета Мексики. Также была участницей движения солидарности с борьбой сальвадорского Фронта национального освобождения имени Фарабундо Марти в изгнании. На факультете естественных наук же встретила своего партнёра и товарища по борьбе на протяжении 15 лет, Альваро Гарсиа Линеру, который годы спустя будет избран вице-президентом Боливии.

### Политическая активность и задержание в Боливии
В 1984 году вместе с Гарсиа Линерой отправились в Боливию, где сотрудничали с профсоюзами горняков (FSTMB) и производителей коки, а также поддерживали восстания общин аймара и кечуа. Они выступили соучредителями Партизанской армии имени Тупака Катари (EGTK).
В апреле 1992 года Ракель Гутьеррес вместе с другими членами EGTK, в том числе Альваро Гарсиа Линерой, была арестована и обвинена в терроризме, проведя пять лет в заключении в женской тюрьме Обрайес в Ла-Пасе. Во время задержания её, как и других её соратников, под пытками заставили дать показания против себя и подписать признательное заявление, что было установлено в 1995 году в докладе Комиссии по правам человека Палаты депутатов Боливии. Несмотря на это, освобождены они не были, и судебный процесс над ними оставался в подвешенном состоянии. В знак протеста в сентябре 1995 года Ракель Гутьеррес объявила 10-дневную голодовку.
В заключении она написала книгу «Бунтуй! За открытую историю социальной борьбы» (¡A desordenar! Por una historia abierta de la lucha social)
Они были освобождены 25 апреля 1997 года после пяти лет тюремного заключения, так и не представ перед судом и не получив возможности узнать и оспорить обвинения в терроризме, по которым они были заключены в тюрьму.
После выхода из тюрьмы она стала преподавательницей социологии в Высшем университете Сан-Андреса, где рассматривала положение женщин. В 1998 году в Ла-Пасе она стала соосновательницей группы левых интеллектуалов Comuna, Боливия, в которой участвовали её муж, Луис Тапиа и Рауль Прада.
В 2000 году она участвовала в массовых протестах / народном восстании, известном как «Война за воду» в Кочабамбе.

### Возвращение в Мексику
В 2001 году вернулась в Мексику. В 2005 году она приложилась к созданию Центра Андских и мезоамериканских исследований (CEAM, AC) в Мексике и Боливии, а в период с 2007 по 2012 год была соорганизатором Автономного пространства взаимности (Espacio autónomo para la reciprocidad, Casa de Ondas) в Мехико.
Написанная в 2000—2005 годах, её докторская диссертация о восстаниях и мобилизации коренных народов, крестьян и рабочих Боливии стала её самой известной работой, выпущенной в 2009 году под названием «Ритмы Пачакути» (Los ritmos del Pachakuti). Будучи научным сотрудником Автономного университета Пуэблы и Национального автономного университета Мексики, она с особым вниманием изучала и документировала процессы создания учредительных собраний и новых конституций на континенте, сравнивая примеры Эквадора и Боливии.
В 2010 году он поддержал эксперимент автономной публикации Pez en el Arbol.
В 2016 году она опубликовала книгу «Общинно-народные горизонты: Производство общего за пределами государствоцентричной политики».(Horizontes comunitario-populares. Producción de lo común más allá de las políticas estado-céntricas) в которой объединены различные статьи, выпущенные с 2011 по 2015 год.
В июне 2017 года она вернулась в Ла-Пас, чтобы принять участие в уличной акции анархо-феминистского коллектива «Мухерес Креандо», в том числе в качестве благодарности за оказанную этой группой и Марией Галиндо поддержку её голодовки 1997 года.

## Личная жизнь
Была замужем за Альваро Гарсиа Линерой. Они встретились в начале 1980-х годов, когда учились математике в Автономном университете Мексики.
Вдохновленная ею песня Raquel в исполнении боливийского артиста Грилло Вильегаса была написана поэтом-песенником Оскаром Гарсией.

## Публикации
- ¡A desordenar! Por una historia abierta de la lucha social (La Paz, Bolivia, 1995)
- Desandar el laberinto. Introspección en la feminidad contemporánea (La Paz, Bolivia, 1999)
- Los ritmos del Pachakuti. Movilización y levantamiento indígena-popular en Bolivia (2000—2005) (México, D.F., 2009).
- Rhythms of the Pachakuti: Indigenous Uprising and State Power in Bolivia. 2014.
- También, junto a Fabiola Escárzaga y otros ha compilado tres volúmenes de Movimiento indígena en América Latina: resistencia y transformación social (México D.F., 2005, 2006 y 2014).
- Horizontes comunitario-populares. Producción de lo común más allá de las políticas estado-céntricas. Traficantes de Sueños, (2016)